# 生き吊り胴
生き吊り胴（いきつりどう）は、江戸時代、金沢藩の死刑のひとつである。

## 概要
その方法は必ずしも詳らかでないが、罪人を縄で吊るし、その胴体を斬って殺したものであろうという。
寛文5年、丹羽織部の家来彦助と市郎右衛門の妻みつが密通し、浅野川の河原で生き吊り胴に処せられた。
寛文8年、今枝牛之助の若党田中半之丞が「引張切」になった。手足を左右に引っ張り斬り殺すもので生き吊り胴に類似した極刑とみられる。
また、江戸でも公私ともに行なわれたといい、「大ケサ」は、右肩から左臀部へ一直線に斬り下げ、「ケサ」、また「中ケサ」は、右肩から左腋腹までを斬り下げ、「吊し胴」は、両手を頭上にして吊るし、腋腹を横に一直線に斬り放し、「放し斬」は、両手を後頭部に縛り目隠しをして罪人を歩かせながら後ろから胴体を横一文字に斬り放すことをいう。その他、斬り方には口伝があり、各流、各太刀の使い方は異なる。
江戸初期は処刑と刀剣の切れ味を試す「試し斬り」が不可分であり、死罪を申し付けられた罪人を生きたまま斬り殺す「生き試し」が日常的に行われていた。
御仕置裁許帳によれば、寛文6年7月26日、庄左衛門という町家の奉公人が博打の罪で森川小左衛門方に身柄を渡され死罪。その5日後には吉兵衛という奉公人が博打を打った罪で朽木弥五右衛門方に渡され死罪とある。この場合の「死罪」は斬首刑ではなく、刀の切れ味を試すために生きたままの罪人を斬り殺したものであろう。
試し斬りの名人としては中川重良や山野永久らが挙げられ、中川左平太に師事して試刀の腕を磨いた山野加右衛門は寛文7年に没するまでの七十年の生涯に六千余人の罪人を斬り、亡者の供養のため永久寺を建立した。
また加右衛門の息子・勘十郎の弟子で幕臣の鵜飼十郎右衛門は元禄5年から御様御用を拝命し、9年間に1505人の罪人を斬った。元禄13年に病気で御様御用を辞退すると小石川伝通院の清浄心院の境内に慰霊碑を建立した。
死罪人を試し斬りするため武家が幕府や藩から貰い受け、生き試しにする風習は江戸では宝永頃まで続き、諸藩では18世紀の後半ごろまで続いた。
『盛衰記』によれば、「恵公御代より一同に相止申候に付、恵公以後不被遊候」とあり、高松藩では3代藩主松平頼豊以前は幕府から死罪人を貰い受けて藩主自らが生き試しにする慣わしがあったが、宝永以降は幕府がそのような慣習を廃止したため、高松藩に限らずどの藩でも行われなくなったという。